# Mirollia quadripunctata
Mirollia quadripunctata är en insektsart som beskrevs av Sigfrid Ingrisch 1990. Mirollia quadripunctata ingår i släktet Mirollia och familjen vårtbitare. Inga underarter finns listade i Catalogue of Life.